# ホルチン区
ホルチン区（ホルチンく、モンゴル語：ᠬᠣᠷᠴᠢᠨ
ᠲᠣᠭᠣᠷᠢᠭ　Qorčin toɣoriɣ）は、中華人民共和国内モンゴル自治区通遼市に位置する市轄区。区人民政府所在地はホルチン・ジュール・ゴドムジ（科爾沁街道）。

## 行政区画
15ジュール・ゴドムジ（街道）、9バルガス（鎮）、1ソム（蘇木）を管轄：
- 街道弁事処
  - ホルチン・ジュール・ゴドムジ（科爾沁街道）
  - 西門街道
  - 永清街道
  - 明仁街道
  - 施介街道
  - ボルホムドル・ジュール・ゴドムジ（団結街道）
  - ジューン・トゥールギーン・ジュール・ゴドムジ（東郊街道）
  - トモル・ジャムン・ジュール・ゴドムジ（鉄路街道）
  - 紅星街道
  - ホリン・ゴル・ジュール・ゴドムジ（霍林河街道）
  - 建国街道
  - 河西街道
  - 電廠街道
  - 新城街道
  - 浜河街道
- バルガス（鎮）
  - ダラン・バルガス（大林鎮）
  - 銭家店鎮
  - 余糧堡鎮
  - ムリトゥ・バルガス（木里図鎮）
  - 豊田鎮
  - 清河鎮
  - 育新鎮
  - 慶和鎮
  - オルボグ・バルガス（敖力布皋鎮）
- ソム：モリン・スム・ソム（莫力廟蘇木）